# Mukdahan
Mukdahan (in thailandese เทศบาลเมืองมุกดาหาร) è una città minore (thesaban mueang) della Thailandia di 33 696 abitanti (2017).. 
Il territorio comunale occupa gran parte del tambon (sottodistretto) Mukdahan e la totalità del tambon Si Bun Rueang, facenti parte del Distretto di Mueang Mukdahan, che è capoluogo della Provincia di Mukdahan, nel gruppo regionale della Thailandia del Nordest.

## Geografia fisica

### Territorio
La città sorge alla confluenza tra il corso d'acqua Muk e il Mekong, che in questa zona fa da confine con il Laos. 
Sull'altra sponda, di fronte a Mukdahan, si trova la città laotiana di Savannakhet.
Alla periferia settentrionale delle due municipalità, il 20 dicembre 2006 è stato inaugurato il secondo ponte dell'amicizia thai-lao, struttura facente parte del piano di sviluppo dei trasporti su gomma del corridoio economico est-ovest che attraversa Vietnam, Laos, Thailandia e Birmania.
La zona di Mukdahan è pianeggiante e dedita principalmente all'agricoltura.

### Clima
La temperatura media mensile massima è di 36,1° ad aprile, durante la stagione secca, con un picco di 42,5° registrato sempre ad aprile, mentre la media mensile minima è di 16,4° a gennaio, nella stagione fresca, con un picco di 7° registrato a dicembre. La media massima mensile delle precipitazioni piovose è di 350,7 mm in agosto, nella stagione delle piogge, con un picco giornaliero di 269,4 mm in giugno. La media minima mensile è di 2,6 mm in dicembre. La stagione fresca va da novembre a febbraio, quella secca da febbraio ad aprile e quella delle piogge da maggio a ottobre.

## Storia
Nei pressi di Mukdahan, scavi archeologici hanno portato alla luce rarissimi fossili di conchiglie che potrebbero risalire a 27 milioni di anni fa. Con il rinvenimento di utensili risalenti al paleolitico, si ritiene che l'area possa essere stata abitata oltre 500.000 anni fa.
Mukdahan fu fondata nel 1757 con il trasferimento sulla riva occidentale del Mekong degli abitanti del villaggio Ban Luang Phone Sin, sito nella zona dell'odierna Savannakhet, che a quel tempo faceva parte del Regno di Vientiane. Nel 1760, la nuova municipalità fu chiamata Mukdahan ed i rapporti con Savannakhet continuarono ad avere primaria importanza. Dopo la conquista dei regni laotiani da parte del Regno di Thonburi del Siam, nel 1778 re Taksin nominò il locale principe Kinnari governatore con il titolo Phraya Chandra Sri Surat. Nel 1893, il Distretto di Savannakhet fu ceduto, insieme a tutti i territori a est del Mekong, ai colonialisti dell'Indocina francese. Sotto il regno di Rama V, la città entrò a far parte del monthon di Udon. Nel 1907, con la soppressione del monthon di Udon, fu creato l'Amphoe Mueang Mukdahan e fu inserito nella Provincia di Nakhon Phanom. Nel 1982 fu creata la Provincia di Mukdahan, la settantatreesima della Thailandia, della quale l'Amphoe Mueang Mukdahan fu designato capoluogo.

## Economia
Tradizionalmente basata sull'agricoltura, l'economia di Mukdahan ha avuto un cambiamento a partire dagli anni novanta quando il vicino Paese comunista del Laos ha aperto le frontiere al libero mercato, dopo la dissoluzione dell'Unione Sovietica, principale alleato dei laotiani. Il governo thai designò Mukdahan "punto di commercio frontaliero" nel Settimo Piano Nazionale programmato per il quadriennio 1992-1996, nell'ambito dello sviluppo delle città di frontiera. La medesima designazione fu assegnata poco dopo anche dall'Asian Development Bank (ADB) a Mukdahan, per la sua posizione geografica di rilievo all'interno del progetto Subregione del Grande Mekong. Tale progetto è stato creato nel 1992 dall'ADB per lo sviluppo economico dei 6 Paesi attraversati dal fiume.
In tale ambito sono stati individuati i cosiddetti corridoi che collegano i 6 Paesi, ed il ponte sul Mekong a Mukdahan era un'infrastruttura fondamentale per il corridoio Est-Ovest, rappresentato dalla Autostrada AH 16 che congiunge la città vietnamita di Dong Ha a quella thai di Tak, al confine con la Birmania. Con la nascita di questo progetto, Mukdahan è considerata oggi una "porta economica". Dopo l'inaugurazione del ponte, ulteriori progetti di sviluppo sono stati approntati per Mukdahan, tra i quali la creazione di un centro di distribuzione, una zona industriale e un centro logistico nei pressi del ponte stesso.